# Ohleria modesta
Ohleria modesta är en svampart som beskrevs av Fuckel 1868. Ohleria modesta ingår i släktet Ohleria och familjen Melanommataceae.  Arten är reproducerande i Sverige. Inga underarter finns listade i Catalogue of Life.